# Mel McCants
Melvin Lamont McCants, detto Mel (Chicago, 19 agosto 1967), è un ex cestista statunitense, professionista nella NBA e in Belgio.